# Let’s Go to the Hop
«Let’s Go to the Hop» (рус. «Пошли на танцы!») — четырнадцатая серия второго сезона мультсериала «Гриффины». Премьерный показ состоялся 6 июня 2000 года на канале FOX. В России премьерный показ состоялся 9 июля 2002 года на канале Рен-ТВ.

## Сюжет
Над ночным Род-Айлендом бушует сильная буря, в которой терпит крушение колумбийский самолёт, перевозящий нелегальный груз: наркотических жаб, которые попали в руки подростков и вызвали настоящий наркотический фанатизм в средней школе и школе для старшеклассников.
Лоис и Питер озабочены проблемой «жаболизания», появившейся в школе. Они находят психо-жабу в кармане Криса, а потом выясняют, что и Мег держала в её руках, чтобы понравиться мальчикам и увеличить свои шансы на свидании на школьных танцах — «Снежках». Для решения проблемы Питер, договорившись с директором школы, заявляется на следующий день в класс как новый ученик — Лэндоу Гриффин (не родственник Мег Гриффин).
Вскоре «Лэндоу» убеждает детей в школе (James Woods High), что лизать жаб — не круто. Мег, воспользовавшись случаем, заявляет всем, что Лэндоу пригласил её на «Снежки», чем резко повышает свою популярность.
А Питер тем временем втягивается в свою «школьную роль» настолько, что ошеломляет Мег известием о том, что он идет на танцы с главной школьной красавицей Конни Д’Амико, а не с ней, как было договорено.
Лоис не может понять такое поведение Питера, но Брайан всё объясняет: Питер переносит свои бывшие неудачные отношения с первой любовью Фэб на Конни. Лоис запрещает Питеру идти на танцы, но тот тайком сбегает. Лоис ободряет Мег и советует ей пойти на танцы одной.
На балу «Лэндоу» и Конни почти избирают королём и королевой бала, когда Питер заявляет во всеуслышание, что первоначально он собирался пригласить на танцы Мег. Это немедленно поворачивает взоры всех в сторону Мег, чего та и добивалась. После этого «Лэндоу» безрассудно уезжает в ночь. На следующий день новости полны сообщениями о том, что Лэндоу Гриффин разбился на «Чёртовом повороте» (Dead Man’s Curve). Хоть тела и не нашли, полиция решает «спустить дело на тормозах» (it was best to not ask questions and get on with life). Мег становится популярной в школе.

## Создание
Авторы сценария: Мэтт Уэйцман и Майк Баркер.
Режиссёр: Глен Хилл.
Приглашённые знаменитости: Файруза Балк (в роли Конни Д’Амико), Грегг Оллман (камео), Мэри Кей Бергман, Уэйн Коллинс, Патрик Бристоу и Том Дорфмейстер.